# Muusoctopus sibiricus
Muusoctopus sibiricus is een inktvissensoort uit de familie van de Enteroctopodidae. De wetenschappelijke naam van de soort werd voor het eerst geldig gepubliceerd in 1930 door Loyning als Benthoctopus sibiricus.